# Malt (entreprise)
Pour les articles ayant des titres homophones, voir Malt, MALT et Malte.
Malt (anciennement Hopwork) est une place de marché en ligne qui met en relations les entreprises et les travailleurs indépendants (freelances) du numérique appartenant à la société Malt Community.

## Historique
Hopwork est créé en juin 2013 par les entrepreneurs Vincent Huguet précédemment cofondateur de Dromadaire (cartes postales virtuelles) et Ooprint (cartes de visites),, Hugo Lassiège et Jean-Baptiste Lemée. 
Se disant inspiré par AirBnB et notamment par son modèle d'animation de communauté, Hopwork cherche d’abord à fédérer une communauté de freelances à qui il propose de se mettre en valeur sur le site et de se rencontrer via des « apéros freelance ». 
La société réalise plusieurs levées de  fonds, la troisième en décembre 2016 de 5 millions d’euros, auprès de Serena Capital et, de nouveau, d’Isai. La société revendique 35 000 free-lance inscrits, pour se développer en Espagne.
Hopwork signe un partenariat avec BPIFrance en septembre 2017. 
En novembre 2017, la société change de nom et devient Malt.
Le 14 février 2019, Malt revendique 100 000 freelances inscrits et 15 000 clients grands comptes et annonce une nouvelle levée de fonds de 25 millions d'euros afin de se développer en Europe,,.
En mai 2020, Alexandre Fretti (ex DG de Webhelp) prend la direction générale de Malt.
Avec pour objectif d’élargir sa marketplace à de nouveaux métiers (Ressources humaines, juridiques, etc.), investir dans sa technologie et continuer d’ouvrir de nouveaux pays, Malt réalise en juin 2021 une nouvelle levée de fonds de 80 millions d’euros auprès de ses investisseurs historiques ISAI et Serena Capital et introduit deux nouveaux acteurs dans le tour de table : Goldman Sachs Growth Equity et Eurazeo. 
Elle ouvre, dans la foulée un bureau à Nantes, et à Bordeaux.
En parallèle, Malt continue son expansion européen, en ouvrant sa marketplace en Belgique et aux Pays-Bas et dispose désormais de bureaux à Bruxelles et à Amsterdam. L’entreprise entend continuer son expansion internationale rapidement, notamment en Europe de l’Ouest[réf. nécessaire].
Elle revendique, en janvier 2022, 300 000 freelances membres de sa communauté.

## Concept et fonctionnement
Le modèle économique proposé est inversé par rapport à celui de ses nombreux concurrents : ce sont les entreprises ayant des besoins qui contactent les candidats au travail en free-lance inscrits sur la plateforme. Malt se rémunère en prélevant 10 % au prix hors taxe de la mission.
Les freelances remplissent leur profil et fixent librement leurs tarifs, qui sont affichés publiquement. Toutefois, un tarif minimal de 125 euros par jour, censée correspondre à un revenu net équivalent au SMIC leur est demandée, afin de ne pas trop tirer les prix vers le bas.
L'entreprise cliente indique les compétences souhaitées, et choisit parmi les candidatures qui lui sont remontées via un algorithme dont le détail est secret et évolutif, mais basé principalement sur le nombre de missions effectuées, le chiffre d’affaires généré, les notes attribuées lors de précédentes missions. 

## Données économiques et intérêt pour les prestataires
L'entreprise affiche en mai 2021 un volume d’affaires de 200 millions d’euros, revendique 310 000 freelances sur sa marketplace et plus de 40 000 clients, dont 36 entreprises du CAC 40. En décembre 2021, Malt officialise la 200 000ème mission réalisée sur la marketplace. L’entreprise s’est donnée pour objectif d’un milliard d’euros de volume d’affaires en 2024.
Malt réalise chaque année l’étude Freelancing in Europe en collaboration avec le Boston Consulting Group auprès de plus 3 000 freelances de sa communauté en France, en Espagne et en Allemagne. Cette étude dresse le portrait des freelances en Europe et annonce un taux journalier moyen affiché par les freelances sur la marketplace d’en moyenne 500 €. Elle affirme également que ce sont pour la majorité d’entre eux des profils expérimentés : ils ont en moyenne plus de 40 ans, 75% d'entre eux ont effectué au moins 3 années d’études supérieures et affichent entre 5 et 9 ans d’expériences professionnelles.

## Distinctions
En décembre 2021, le député LREM Mounir Mahjoubi publie un rapport sur les plateformes numériques du travail en France. Le rapport dresse un palmarès des plateformes ayant un impact positif ou négatif sur la société. En tête des plateformes de freelances les plus vertueuses se trouve Malt avec une note de 18,5/20. 
En février 2022, Malt rejoint le Next40, l'indice des start-up les plus prometteuses de la French Tech. 